# Registaniella
Registaniella es un género monotípico de planta herbácea perteneciente a la familia Apiaceae. Su única especie es: Registaniella hapaxlegomena.

## Taxonomía
Registaniella hapaxlegomena fue descrita por Karl Heinz Rechinger y publicado en  Flora Iranica : Flora des Iranischen Hochlandes und der Umrahmenden Gebirge : Persien, Afghanistan, Teile von West-Pakistan, Nord-Iraq, (cont) 162: 152. 1987.